# Cyclobacanius morenoi
Cyclobacanius morenoi är en skalbaggsart som först beskrevs av Yélamos och Yves Gomy 1991.  Cyclobacanius morenoi ingår i släktet Cyclobacanius och familjen stumpbaggar. Inga underarter finns listade i Catalogue of Life.